# 2-га дивізія протиповітряної оборони (РФ)
2-га Червонопрапорна дивізія ППО (в/ч 10953) — з'єднання ППО в складі 6-ї армії ВПС і ППО повітряно-космічних сил Росії. Штаб розташований у місті Санкт-Петербург.

## Історія
В ході військової реформи у 2009 році 54-й корпус ППО реформовано на 2-гу Червонопрапорну бригаду ПКО.
2014 року 2-гу бригаду ППО переформовано на 2-гу дивізію ППО.

## Структура
- 333-й радіотехнічний полк, (в/ч 17646[2]) (Санкт-Петербург, Красносельський район, сел. Хвойний).
- 334-й радіотехнічний Червонопрапорний полк, (в/ч 96848[2]) (Карелія, місто Петрозаводськ);
- 500-й гвардійський зенітний ракетний Ленінградський Червонопрапорний орденів Суворова і Кутузова полк, (в/ч 90450) (Ленінградська обл., Ломоносовський район, дер. Гостіліци);
- 1488-й зенітний ракетний Червонопрапорний полк, (в/ч 03216) (місто Зеленогорськ, Санкт-Петербург);
- 1489-й гвардійський зенітний ракетний Речицький-Бранденбурзького Червонопрапорного орденів Суворова і Богдана Хмельницького полк Ленінградська область, Всеволозький район, сел. Ваганово
- 1490-й гвардійський зенітний ракетний Київсько-Лодзький Червонопрапорний орденів Кутузова та Богдана Хмельницького полк, (в/ч 28037) (Ленінградська обл., Тосненський район, смт Ульянівка);
- 1544-й зенітний ракетний полк (в/ч 55584), Псковська область, селище Володимирський табір).

## Командири
54-го Корпусу ППО
- генерал-лейтенант Рижов А. Н. (1992—1996)
- генерал-майор Кучерявий М. М. (2002—2005)
- генерал-майор Кураченко П. П. (2005—2007)

2-я дивізії ППО
- генерал-майор Куліков В. М.[3]